# SurActivo
SurActivo es un centro de eventos ubicado en la comuna chilena de Hualpén, perteneciente a la zona metropolitana denominada Gran Concepción, en la Provincia de Concepción, Región del Biobío; inaugurado en octubre de 2003, posee una superficie de 2785 m² y se utiliza para la realización de congresos, exposiciones, eventos musicales, laborales, estudiantiles, comerciales y culturales. Cuenta con una capacidad para 10 mil personas, y es descrito como uno de los espacios arquitectónicos más importantes de la Región del Biobío.

## Eventos destacables
Dentro de la lista de conciertos que han tenido lugar destacan los siguientes:
- Air Supply (2016)[3]
- Álex Ubago (2007)
- Amaia Montero (2015)
- Ana Gabriel (2010)[4]
- Andrés Calamaro (2010, 2019)
- Aqua (2023)
- Ases Falsos (2014)
- Buddy Richard (2010)
- Café Tacvba (2012)
- Camila Gallardo (2018)
- Camilo Sesto (2008)[5]
- Calle 13 (2011)
- Chancho en Piedra (2006 — 2008, 2011, 2016)
- Charles Aznavour (2009)
- Chico Trujillo (2010)
- Chinoy (2011)
- Don Omar (2007)
- Durga McBroom (2019)
- Fito Páez (2009)
- Francisca Valenzuela (2009, 2014)
- Gustavo Cerati (2007)[6]
- Ismael Serrano (2013)
- Los Bunkers (2009, 2012-13)[7]
- Los Mox (2017)
- Los Pericos (2010)
- Los Tetas (2012)[8]
- Los Tres (2008, 2010, 2013, 2016)
- Luis Jara (2016)
- Joan Manuel Serrat (2015)
- Joaquín Sabina (2014)
- Jorge González (2011)
- José Luis Perales (2012)
- Julieta Venegas (2007)
- Julio Iglesias (2007)
- Julius Popper (2011, 2016)
- KC and the Sunshine Band (2008)
- Kudai (2006)
- Manu Chao (2009)
- Manuel García (2016)[9]
- Matt Hunter (2013)
- Miguel Bosé (2008)
- Miguel Mateos (2007-08)
- Mon Laferte (2017)[10]
- Pablo Alborán (2015, 2018)
- Pedro Aznar (2013)
- Raphael (2011)[11]
- Romeo Santos (2012)
- Salvatore Adamo (2008, 2012)[12]
- Sinergia (2007)
- Vicentico (2014)[13]
- Yann Tiersen (2010)